# Ripi
Ripi là một đô thị ở tỉnh Frosinone trong vùng Lazio, có vị trí cách khoảng 80 km về phía đông nam của Roma và khoảng 7 km về phía đông của Frosinone. Tại thời điểm ngày 31 tháng 12 năm 2004, đô thị này có dân số 5.390 người và diện tích là 31,4 km².
Ripi giáp các đô thị: Arnara, Boville Ernica, Ceprano, Pofi, Strangolagalli, Torrice, Veroli.